# Mount Carroll, Antarktis
Mount Carroll är ett berg i Antarktis. Det ligger i Västantarktis. Argentina, Chile och Storbritannien gör anspråk på området. Toppen på Mount Carroll är 650 meter över havet, eller 249 meter över den omgivande terrängen. Bredden vid basen är 2,6 km.
Terrängen runt Mount Carroll är huvudsakligen kuperad. Trakten är glest befolkad. Närmaste befolkade plats är Esperanza Base, 4,9 kilometer nordost om Carroll. 